# 第11幸与丸事件
第11幸与丸事件（だい11こうよまるじけん）は、日本漁船第11幸与丸の船長が、ソ連国境警備隊の指示により、日本の国内情報やテープレコーダーなどの物品をソビエト連邦に提供していたレポ船事件である。1974年（昭和49年）12月4日、北海道警察検挙。

## 概要
第11幸与丸の船長は、日本の北方海域において漁業を営んでいたが、1972年（昭和47年）5月、択捉島沖で操業中、ソ連国境警備隊の船に横付けされ、ソ連の主張する領海内で安全に操業する代償として、沖縄の本土復帰に関する記事を報じた新聞の提供を指示された。その後、船長は1974年11月までの間に計11回にわたってソ連と接触し、北方墓参団の名簿および根室のカニ・刺し網操業船名簿提供の要求を受けて、それらを手渡し、またテープレコーダーなどを日本より不法に持ち出していた。さらに、ソ連側の要求は、北海道内に駐留する自衛隊の規模や自衛隊員の個人情報など軍事情報の収集を指示するなど次第にエスカレートしていった。
北海道警察釧路方面本部は、1974年12月4日（水曜日）、第11幸与丸の船長を逮捕した。根室簡易裁判所は、1975年（昭和50年）5月15日（木曜日）、第11幸与丸の船長に対し、検疫法、漁業法違反の罪で罰金5万円の判決を下した。